# Mistrzostwa Świata Juniorów w Łucznictwie 2006
9. Mistrzostwa Świata Juniorów w Łucznictwie odbyły się w dniach 14 – 21 października 2006 roku w Méridzie w Meksyku. W zawodach wzięli udział juniorzy do 20 roku życia oraz kadeci do 17 roku życia, strzelający z łuków klasycznych i bloczkowych. 

## Reprezentacja Polski juniorów

### łuk klasyczny
- Magdalena Kantorska
- Maciej Wiatr

## Reprezentacja Polski kadetów

### łuk klasyczny
- Joanna Kamińska
- Adam Krenke
- Joanna Płonka
- Aleksandra Ryba
- Piotr Ryba
- Andrzej Wojciechowski

## Medaliści

### Juniorzy

#### Strzelanie z łuku klasycznego
| Konkurencja:           | Złoto:                                                     | Srebro:                                                             | Brąz:                                                     |
| indywidualnie kobiet   | Kim So-yun                                                 | Kim Sug-yung                                                        | Elena Tonetta                                             |
| indywidualnie mężczyzn | Romain Girouille                                           | Prabhat Kandir                                                      | Florian Floto                                             |
| drużynowo kobiet       | Korea Południowa · Kim So-yun · Kim Sug-yung · Him Hye-won | Rosja · Natalia Erdynijewa · Wiktoria Dubanowa · Baira Bazarowa     | Niemcy · Lisa Unruh · Elena Richter · Eva Mueller         |
| drużynowo mężczyzn     | Niemcy · Christian Weiss · Florian Floto · Bastian Neusius | Korea Południowa · Shin Sung-woo · Jang Tea-jun · Jeopung Kywong-su | Hiszpania · Daniel Torres · Daniel Morillo · Andrés Gómez |

#### Strzelanie z łuku bloczkowego
| Konkurencja:           | Złoto:                                                                     | Srebro:                                                        | Brąz:                                                         |
| indywidualnie kobiet   | Doris Jones                                                                | Laura Longo                                                    | Erika Anschutz                                                |
| indywidualnie mężczyzn | Palton Hansda                                                              | Paul Tedford                                                   | John Fleury                                                   |
| drużynowo kobiet       | Stany Zjednoczone · Erika Anschutz · Holly Heinsohn · Lindsey Christiensen | Indie · Sweety Kumari · Rishita Mandava · Niva Kerketta        | Meksyk · Felisa de la Concha · Nohemi Sandoval · Cindy Arroyo |
| drużynowo mężczyzn     | Stany Zjednoczone · Zachary Plannick · John Fleury · Paul Tedford          | Dania · Patrik Lauersen · Mikkel Nørgaard · Kasper Christensen | Kanada · Alexandre Dupuis · Nathan Cameron · Matthew Cornish  |

### Kadeci

#### Strzelanie z łuku klasycznego
| Konkurencja:           | Złoto:                                                        | Srebro:                                                        | Brąz:                                                         |
| indywidualnie kobiet   | Jane Waller                                                   | Pranitha Vardhineni                                            | Inna Stepanowa                                                |
| indywidualnie mężczyzn | Ryan Tyack                                                    | Mohd Izzuddin Abdul Rahim                                      | Taras Seniuk                                                  |
| drużynowo kobiet       | Ukraina · Julija Zacharczenko · Nina Mylczenko · Julia Czerep | Hiszpania · Irene Delgado · Iria Grandal · Maria Reche         | Rosja · Inna Stepanowa · Sonamaa Kuular · Maja Banzarakcajewa |
| drużynowo mężczyzn     | Turcja · Uğurcan Sugetiren · Yusuf Çorba · Berkin Oskaya      | Chińskie Tajpej · Sung Chia-chun · Cheng Wei-che · Chen Jui-yu | Indie · Raju Adonda · Rajib Basumatary · Rabindra Hembrom     |

#### Strzelanie z łuku bloczkowego
| Konkurencja:           | Złoto:                                                                  | Srebro:                                                           | Brąz:                                                                 |
| indywidualnie kobiet   | Anastasia Anastasio                                                     | Martha Hernandez                                                  | Lucy O'Suillivan                                                      |
| indywidualnie mężczyzn | Paris Goico de Lara                                                     | Kevin Burri                                                       | Corey Muellerbach                                                     |
| drużynowo kobiet       | Stany Zjednoczone · Kendal Nicely · Elissa Falconer · Amber Christensen | Wielka Brytania · Rosemary Smith · Lucy O'Suillivan · Emily Brown | Kanada · Camille Bouffard-Demers · Carolyne Dupuis · Candace McIntosh |
| drużynowo mężczyzn     | Stany Zjednoczone · Cory Monahan · Adam Wruck · Corey Muellerbach       | Szwajcaria · Kevin Burri · Kevin Marbacher · Gregoire Fumaux      | Dania · Lasse Eriksen · Thor Sørensen · Kristian Skjoldborg           |

## Klasyfikacja medalowa

### Juniorzy
| Lp. | Państwo           | Złoto | Srebro | Brąz | Razem |
| 1.  | Korea Południowa  | 2     | 2      | 0    | 4     |
| 2.  | Stany Zjednoczone | 2     | 1      | 2    | 5     |
| 3.  | Indie             | 1     | 2      | 0    | 3     |
| 4.  | Niemcy            | 1     | 0      | 2    | 3     |
| 5.  | Kanada            | 1     | 0      | 1    | 2     |
| 6.  | Francja           | 1     | 0      | 0    | 1     |
| 7.  | Włochy            | 0     | 1      | 1    | 2     |
| 8.  | Dania             | 0     | 1      | 0    | 1     |
| 8.  | Rosja             | 0     | 1      | 0    | 1     |
| 10. | Hiszpania         | 0     | 0      | 1    | 1     |
| 10. | Meksyk            | 0     | 0      | 1    | 1     |

### Kadeci
| Lp. | Państwo           | Złoto | Srebro | Brąz | Razem |
| 1.  | Stany Zjednoczone | 2     | 0      | 1    | 3     |
| 2.  | Australia         | 2     | 0      | 0    | 2     |
| 3.  | Ukraina           | 1     | 0      | 1    | 2     |
| 4.  | Dominikana        | 1     | 0      | 0    | 1     |
| 4.  | Turcja            | 1     | 0      | 0    | 1     |
| 4.  | Włochy            | 1     | 0      | 0    | 1     |
| 7.  | Szwajcaria        | 0     | 2      | 0    | 2     |
| 8.  | Indie             | 0     | 1      | 1    | 2     |
| 8.  | Wielka Brytania   | 0     | 1      | 1    | 2     |
| 10. | Chińskie Tajpej   | 0     | 1      | 0    | 1     |
| 10. | Hiszpania         | 0     | 1      | 0    | 1     |
| 10. | Malezja           | 0     | 1      | 0    | 1     |
| 10. | Meksyk            | 0     | 1      | 0    | 1     |
| 14. | Rosja             | 0     | 0      | 2    | 2     |
| 15. | Dania             | 0     | 0      | 1    | 1     |
| 15. | Kanada            | 0     | 0      | 1    | 1     |